# Люсія Вондрачкова
Люсія Вондрачкова (чеськ. Lucie Vondráčková, нар.. 8 березня 1980, Прага, Чехословаччина) — чеська співачка і акторка. 

## Біографія
Люсія Вондрачкова народилася 1980 року в Празі. Батько Іржі Вондрачек — актор, співак, композитор і музикант, мати Гана Сорросова — поетка і перекладачка. Дід по материнській лінії — уродженець Еквадору. Тітка  — популярна чехословацька і чеська співачка Гелена Вондрачкова.
Закінчила Празьку консерваторію (спеціальність «музика і драматургія») зі ступенем магістра гуманітарних наук. У 2006 році захистилася у Карловому університеті та отримала ступінь доктора філософії.
Вондрачкова досконало володіє п'ятьма мовами.
У кіно дебютувала в 1990 році, зігравши одну з ролей у серіалі «Територія білого оленя». Співочий дебют Люсії відбувся в 1993 році з альбомом «Marmeláda» (Мармелад). Майже всі пісні з репертуару Люсії Вондрачкової написані її батьками.
З 17 червня 2011 року була одружена з чеським хокеїстом Томашем Плеканецем. У подружжя є двоє синів — Матьяш Плеканець (нар.. 04.12.2011) і Адам Плеканець (нар.. 23.06.2015). У 2018 році розлучилася.

## Дискографія

### 1990-ті роки
- 1993 — Marmeláda (Tommü Records)
- 1994 — Rok 2060 (Tommü Records)
- 1995 — Atlantida (Tommü Records)
- 1997 — Malá Mořská Víla (Tommü Records)
- 1998 — The Best Of English Version (Tommü Records)

### 2000-ті роки
- 2000 — Manon (Tommü Records)
- 2003 — Mayday (Tommü Records)
- 2005 — Boomerang (Tommü Records)
- 2007 — Pel Mel 1993—2007 (Universal)
- 2008 — Fénix (Tommü Records) 2 CD set

### 2010-ті роки
- 2010 — Dárek (Tommü Records)
- 2013 — Oheň (Bonton)
- 2014 — Duety (2 CD) (Bonton)